# Ривок (кінематика)
Риво́к або по́штовх (англ. jerk) — векторна фізична величина, що характеризує темп (інтенсивність) зміни прискорення тіла у часі. Він є третьою похідною по часу від радіус-вектора.

## Ривок у кінематиці
Вектор ривка {\displaystyle {\vec {\jmath }}} у довільний момент часу визначається шляхом диференціювання вектора прискорення точки по часу:
{\displaystyle {\vec {\jmath }}={\frac {d{\vec {a}}}{dt}}={\frac {d^{2}{\vec {v}}}{dt^{2}}}={\frac {d^{3}{\vec {r}}}{dt^{3}}},}
де: {\displaystyle {\vec {a}}} — прискорення,
{\displaystyle {\vec {v}}} — швидкість,
{\displaystyle {\vec {r}}} — радіус-вектор.
Відповідно формули для руху з постійним ривком матимуть вигляд:
{\displaystyle a(t)=a_{0}+jt,}
{\displaystyle v(t)=v_{0}+a_{0}t+{\frac {1}{2}}jt^{2},}
{\displaystyle x(t)=x_{0}+v_{0}t+{\frac {1}{2}}a_{0}t^{2}+{\frac {1}{6}}jt^{3}.}
Ці формули можна узагальнювати і на вищі похідні радіус-вектора, вводячи в розкладання координати у степеневий ряд наступні члени. За традицією або просто для зручності через часте використання перші 3 коефіцієнти в розкладі мають власні назви: швидкість, прискорення і ривок відповідно.

## Одиниці вимірювання ривка
- метр на секунду в кубі, м/с³, похідна одиниця системи SI.
- сантиметр на секунду в кубі, см/с³, похідна одиниця системи СГС.
- «же» на секунду, g/с, де g = 9,81 м/с² — стандартне прискорення вільного падіння.

## Електродинаміка
Сила, що діє на заряд, який рухається прискорено (радіаційне тертя або реакція випромінення), є пропорційною до третьої похідної координати (тобто першої похідної прискорення) по часу.
{\displaystyle {\vec {F}}={\frac {q^{2}}{6\pi \epsilon _{0}c^{3}}}\cdot {\frac {d^{3}{\vec {r}}}{{dt}^{3}}}} (в системі SI).

## Застосування

### Транспорт
Поняття ривка застосовується при перевезенні пасажирів, а також крихких і цінних вантажів.
Пасажир пристосовується до прискорення, напружуючи м'язи та обираючи позу. При зміні прискорення поза, зазвичай, також змінюється. Пасажиру потрібно дати час, щоб відреагувати та змінити позу — інакше стоячий пасажир втратить рівновагу, а сидячий — може зазнати удару. Типовий приклад — момент повної зупинки вагона метро після процесу гальмування: стоячі пасажири, нахилені вперед під час гальмування, не встигають пристосуватися до нового прискорення, що виникає в момент зупинки, і нахиляються назад.
Аналогічно, вантаж, до якого прикладене прискорення, деформується. Часта і швидка зміна прискорення означає часту і швидку деформацію, що може привести до руйнування крихкого вантажу. Частково ривок можна зменшити, використавши амортизаційне упакування.
Для багатьох приладів і пристроїв в технічних умовах нормується граничне значення ривка.
Похідні більшого порядку на транспорті застосовуються рідко. Відомий випадок, коли радіус-вектор досліджувався до четвертої похідної — виведення на орбіту телескопа Габбла.

### В теоретичній механіці

Ривок у чотириланковому механізмі

Застосовується в інтегруванні за Верле для швидкого чисельного розв'язування диференціальних рівнянь руху матеріальних точок.
У роботі фінського математика К. Зундмана, присвяченій розв'язанню «задачі трьох тіл», використовуються вищі похідні і ряди.
Поняття ривка знаходить застосування і в задачі про обчислення кутових швидкостей і кутових прискорень ланок шарнірного чотири ланкового механізму — в ситуації, коли усі шарніри лежать на одній прямій.

### Металорізальні верстати
В металорізальних верстатах с ЧПК зміна прискорення також є важливою — швидкі деформації інструмента, що трапляються при високому ривку, передчасно виводять інструмент з ладу.